# Thamnobryum grandirete
Thamnobryum grandirete là một loài Rêu trong họ Neckeraceae. Loài này được (Broth. & M. Yasuda) Nog. & Z. Iwats. miêu tả khoa học đầu tiên năm 1972.